# Breakaway (canción de Kelly Clarkson)
«Breakaway» («Escaparé») es el primer sencillo de la cantante Kelly Clarkson de su segundo álbum de estudio que tiene el mismo nombre de la canción ya nombrada, Breakaway. La canción fue escrita por Avril Lavigne, Brigdet Benenate y Matthew Gerrard, y el principal estilo de música que abarca es el Pop. Fue lanzada en julio del 2004 y fue producida por John Shanks. Según Nielsen SoundScan, hasta marzo de 2013, el sencillo vendió 1 850 000 descargas en los Estados Unidos.
Originalmente, la canción sería cantada por Avril Lavigne para su segundo álbum, Under My Skin, sin embargo, por problemas de tiempo, la canción fue para Kelly.
Breakaway" fue recibida positivamente por los críticos de música, que implementaron mensaje universal de la canción y sus letras sencillas donde la gente podía relacionarse. Incorpora las guitarras acústicas y tambores aireadas que se intercalan con voz controlada de Clarkson. Las letras narran el viaje de Clarkson como una chica que creció en una pequeña ciudad que sigue su sueño de superación. "Breakaway" fue un éxito comercial fuera de los Estados Unidos, donde alcanzó dentro del top 20 de varios países europeos, y en el top 10 en Australia, Bélgica, Hungría y los Países Bajos. En los EE.UU., la canción alcanzó el puesto número seis en el Billboard Hot 100 y se convirtió en su tercer top ten canción en la tabla. También encabezó los EE.UU. Adulto Contemporáneo durante veintiún semanas no consecutivas, un récord que ahora se comparte entre ella y Celine Dion de "A New Day Has Come".
Dirigida por Dave Meyers, el video musical de "Breakaway" retrata Clarkson como una joven de un pequeño pueblo que sigue su sueño y se convierte en una estrella internacional. También contenía escenas intercaladas de The Princess Diaries 2: Royal Engagement. Clarkson actuó la mayor parte de las letras en el video musical porque sentía que la canción era autobiográfica. Los críticos respondieron positivamente al video musical de ser fiel al tema central compartida por la canción, la película, y la biografía personal de Clarkson. Clarkson interpretó la canción en una serie de presentaciones en vivo, como programas de televisión Saturday Night Live, The Oprah Winfrey Show y The Tonight Show con Jay Leno. Se ha presentado la canción en sus giras de conciertos, incluyendo el Tour más fuerte. "Breakaway" también ha sido cubierto por muchos participantes de concursos de canto de televisión realidad, especialmente Katie Stevens, un concursante en la novena temporada de American Idol, así como un dúo de pop Inglés, Belle Amie que terminó undécimo en la séptima temporada de The X Factor.

## Video musical
La canción pertenece a la banda sonora de la película The Princess Diaries 2: Royal Engagement. El video muestra a Kelly Clarkson yendo a la Avant Premiere de la película anteriormente nombrada. Durante el transcurso del clip, se ve a Kelly viendo escenas de las películas en el Cine y en un Avión. Finalmente, se ve a Kelly cantando la canción en el patio delantero de su casa.

## Respuesta de la Crítica
Al revisar el álbum, Shirley Shipin de Rolling Stone opinó que "Breakaway" fue lo más destacado del álbum, donde Clarkson sonaba "más Avril de Ashlee". Rhonda Lynn de la Florida del entretenimiento para elogió la guitarra acústica de la canción que es instrumental en la celebración de toda la estructura. Tammy La Gorce de Amazon.com pensaron que la canción no se llevaría a cabo, debido a sus "golpes, caídas, y rollos-rock amigable." En una perspectiva diferente, Joan Anderman de Boston.com remarcó que "Breakaway" no es nuevo o emocionante que suena, pero admitió que el "hit logra la rara proeza de ser minuciosamente medio-de-la-carretera sin sacrificar la gracia o la inteligencia". Chuck Taylor de Billboard sintió que la canción fue una elección débil como una sola en comparación con éxitos anteriores de Clarkson, escribiendo "'Breakaway' suena más como una canción popular irlandesa apuntalado con la producción pop que el material himno con el que Clarkson ha ganado legiones de fans". Kathi Kamen Goldmark de Disney Family.com sintieron que la canción era tedioso, aburrido y al mismo tiempo tan sobreexcitado emocionalmente que casi suena como una parodia de sí mismo. Jill Salama de Oprah.com enumeran" Breakaway "como uno de sus nueve solteros ídolo favorito de todos los tiempos, escribiendo" No hay nada que nos lleva más que una canción sobre una chica a salir por su cuenta. Fabricación de un deseo, de hacer un cambio y, por supuesto, romper. Pero en serio, esta canción es algo más que un himno de la graduación de la escuela secundaria".
Bill Lamb de About.com clasificado "Breakaway" en el número cuatro en su lista de las 10 mejores canciones de Kelly Clarkson La canción recibió una nominación en la categoría de Canción del Año: Adulto Hit Radio en los Premios Radio Music 2005, pero perdió a Green Day "Boulevard of Broken Dreams". Fue uno de los destinatarios de los Premios de Spin BDSCertified en noviembre de 2004 con 100.000 vueltas acumuladas durante todo el año. El 5 de marzo de 2013, Billboard clasificó el canción # 5 en su lista de los Top 100 de American Idol éxitos de todos los tiempos

## Éxito
La canción llegó a la posición N.º 6 en el Billboard 100, y llegó al top 10 en más de diez tablas de éxitos del Billboard, incluyendo 21 semanas no consecutivas en la tabla Billboard Adult Contemporary. En Canadá llegó a la posición N.º 3.

## Interpretaciones en vivo
Clarkson interpretó primero Breakaway en The Tonight Show with Jay Leno en agosto de 2004. En febrero de 2005, se realizó el "Breakaway", así como "Since U Been Gone" en Saturday Night Live. El 23 de septiembre de 2005, ella apareció en The Oprah Winfrey Show y realizó "Breakaway", así como "Because of You". Durante la gira en el Palace Theatre en Cleveland, Ohio, durante su Breakaway World Tour, Clarkson realizó "Breakaway", mientras que la firma de varios autógrafos para sus fanes cerca del escenario para dejar deliberadamente el cinturón de desplazar a los coros. "Breakaway" se incluyen también en la lista de canciones de Clarkson de 2.009 All I Ever Wanted Tour de donde ella interpretó la canción en el Hammerstein Ballroom sin bailarines, acrobacias , moviéndose a balón parado y sin efectos especiales. Caryn Ganz señaló que Clarkson cantó la canción balada esfuerzo por caminar de ida y vuelta por el escenario con su mano derecha en el micrófono y la dejó apoyada en su pecho. Jim Cantiello de MTV opinó que "pecho-voz baja de Clarkson arrulló la versos de 'Breakaway' "y felicitó destreza vocal de la cantante durante todo el concierto. El 3 de abril de 2012, Clarkson realizó" Breakaway ", como una repetición de su gira más fuerte en el Nokia Theatre LA Live, Los Ángeles, donde ella le dijo a la audiencia que la gente le comenzó a apoyar a causa de la canción

## Video musical
El video musical de acompañamiento para "Breakaway" fue dirigido por Dave Meyers, que se rodó en dos días del 10 de julio al 11 de julio de 2004. En el video, la versión más joven de Clarkson fue interpretado por Lindsay Kruger. Según Meyers, trabajar con Clarkson fue una experiencia agradable porque sentía que ella era buena y honesta, aunque tenía dudas iniciales en el comienzo. Explicó: "Yo estaba un poco preocupado, ella viene de 'American Idol', que inherentemente siente fabricado y yo no sabía cuánto de ella era cierto arte. Pero cuando la conocí, ella realmente mostró tener un buen y sólido ambiente. Fue un honor para traer algo de eso fuera de ella". Dado que la canción es autobiográfico, Clarkson decidió actuar a cabo la mayor parte de las letras en el video. Meyers también se dio cuenta de que la canción fue incluida en The Princess Diaries 2: Royal Engagement y se esforzaba por encontrar una manera de hacer frente a la película-imágenes en el video musical, diciendo: "Ya que es un empate en la película, la idea surge de intentar encontrar una nueva forma de abordar el requisito de las imágenes de la película que ponen en ti, así que se nos ocurrió la idea de ella asistir al estreno, que es mucho algo que va a hacer en la vida real".
El vídeo comienza con la versión más joven de Clarkson sentado en el asiento trasero de una camioneta. Cantando el primer verso, es testigo de una escena deprimente de su hermano peleando con su hermana, que lo regañó por su madre. Poco a poco agarra ambas manos antes de que el vídeo se desplaza hasta la actualidad, donde Clarkson se ve llegando a la alfombra roja con su publicista para el estreno mundial de The Princess Diaries 2: Royal Engagement. Después de posar para los fotógrafos, ella entra en el cine y ve la película. La siguiente escena cambia de nuevo al Clarkson más joven que está sentada y mirando alrededor de su barrio en la azotea de su casa como un plano se ve volar por el cielo. El vídeo vuelve al Clarkson mayor que ahora está viendo la película antes mencionada en su computadora portátil en el interior del plano que pasa por una turbulencia leve. Clarkson también se ve recordando su trabajo pasado como trabajador en una sala de cine, cantando con sus compañeros de trabajo. La siguiente escena muestra Clarkson cantando con su banda en una fiesta en el patio que se muestra alternativamente con escenas de la película, así como un montaje de su familia y compañeros de trabajo que agitan lejos de ella. En la escena final, la más joven Clarkson se muestra orando junto a su cama.
El video fue subido a la página web de MTV, el 9 de agosto de 2004. El vídeo alcanzó el número cinco en la tabla AOL Music Top Videos en septiembre de 2004, con 740,176 millones de dólares corrientes. Kate Aurthur de The New York Times elogió la música vídeo para ilustrar correctamente el mensaje de una niña después de su propio sueño, que es un tema central compartida por la canción, la película y la biografía de Clarkson. También elogió el director del video, Dave Meyers, por su capacidad de utilizar evolución de Clarkson como un elemento a eclipsar los clips de distracción de The Princess Diaries: Royal Engagement pesar de darse cuenta de que el uso de metáforas visuales en el video musical fue alterada.